# Xenias graphē
Die Klage xenias graphē (altgriechisch ξενίας γραφή ‚(An)Klage wegen des (Status eines) Fremden‘) war im klassischen Athen die Popularklage gegen eine vermeintlich fremde Person ohne athenisches Bürgerrecht, die sich dieses Recht anmaßte.
Fremde (ξένοι) hatten in einer griechischen Polis zwar personenrechtliche Freiheit, doch hatten sie keinen Anteil am Familien- und Bürgerstatus sowie am Rechtsschutz der auf der Basis von Personenverbänden konstituierten Gesellschaft. Ein vollwertiger Athener Bürger war nur der Mann, der in die Bürgerlisten seines Demos eingetragen war. Wenn dort Personen ohne rechtliche Grundlage eingetragen waren, konnte jeder unbescholtene Bürger dagegen Klage erheben. Dies betraf Personen, die
- von ausländischen Eltern abstammten;[1]
- seit einem unter Perikles (451 v. Chr.) erlassenen Gesetz auch Personen, von denen ein Elternteil kein Athener Bürger war; dieses Gesetz wurde kriegsbedingt zwar noch einmal gelockert, aber später wieder erneuert;[2]
- nicht in gültigen Ehen geboren wurden;
- von Sklaven abstammten.

Zunächst waren für solche Klagen die nautodíkai (ναυτοδίκαι) zuständig, seit der Mitte des 5. Jahrhunderts v. Chr. eigene xenodíkai (ξενοδίκαι). Danach wurden wieder die nautodíkai das verantwortliche Gremium, bevor schließlich im 4. Jahrhundert v. Chr. die thesmothétai (θεσμοθέται) zuständig wurden. Der Ankläger konnte beim polémarchos (ἂρχων πολέμαρχος) entweder den Arrest des Angeklagten oder zumindest eine Bürgschaft für diesen beantragen. Eine solche Klage musste am letzten Tag eines Monats eingebracht werden. Das Strafmaß reichte von der Todesstrafe über den Verkauf in die Sklaverei bis zum Vermögensverfall. Wenn ein Prozess aufgrund einer falschen Aussage verloren wurde, war eine Wiederaufnahme möglich.